# Migliarino
Migliarino (emilianisch: Miarin) ist eine Fraktion der italienischen Gemeinde (comune) Fiscaglia in der Provinz Ferrara in der Emilia-Romagna.

## Geografie

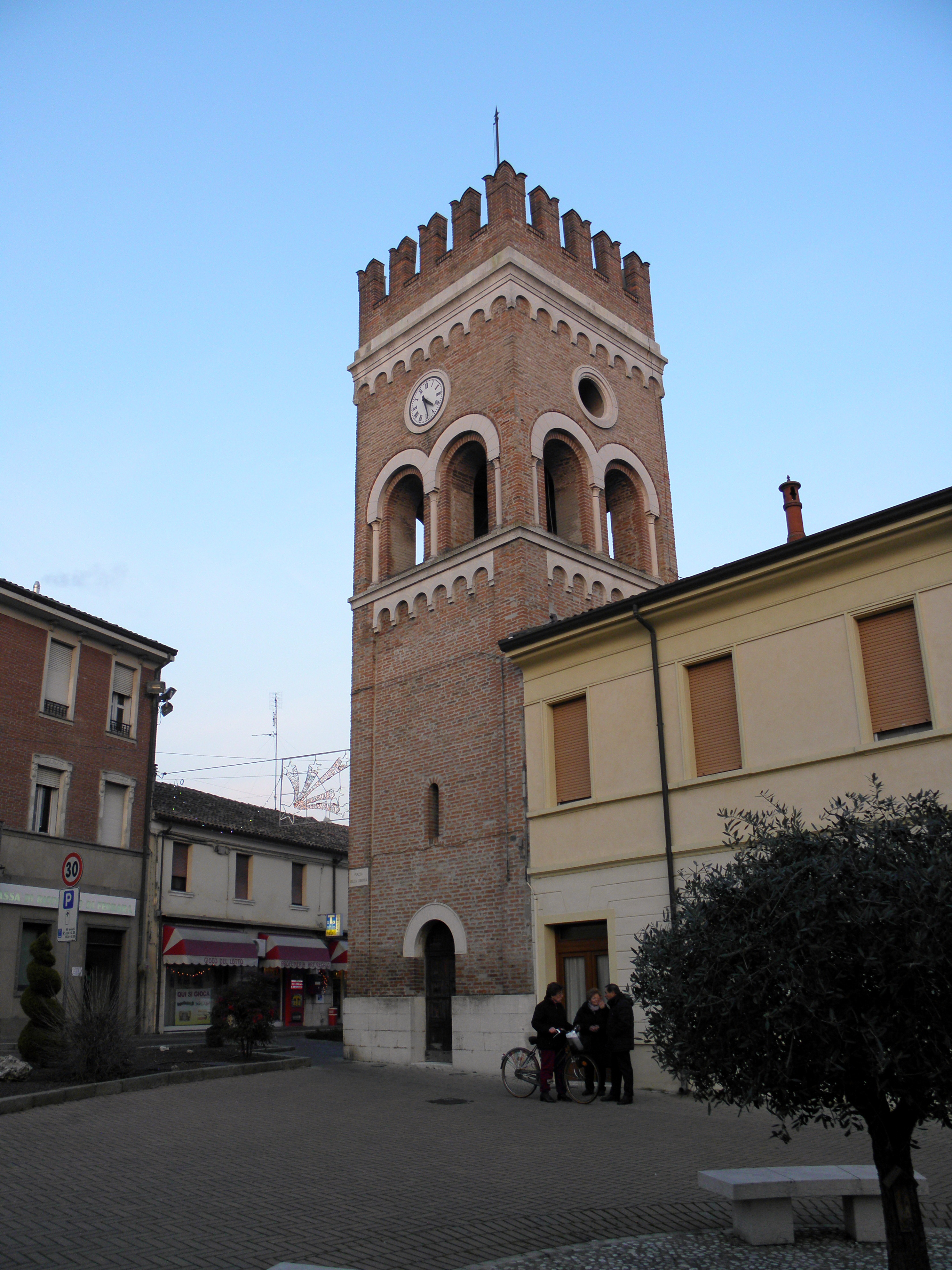
Piazza della Libertà – Torre civica

Der Ort liegt etwa 26 Kilometer westsüdwestlich von Ferrara an der orographisch rechten Uferseite des Po di Volano im Po-Delta, auf einer Höhe von 2 m s.l.m.

## Geschichte
Migliarino war bis 2013 eine eigenständige Gemeinde. Am 1. Januar 2014 schloss sich Migliarino mit Massa Fiscaglia und Migliaro zur neuen Gemeinde Fiscaglia zusammen. Zur Gemeinde gehörten die Fraktionen Cornacervina, Valcesura und Gallumara. Nachbargemeinden waren Codigoro, Jolanda di Savoia, Massa Fiscaglia, Migliaro, Ostellato und Tresigallo.

## Verkehr
Migliarino liegt am Raccordo autostradale 8 von Ferrara nach Porto San Giorgio am Adriatischen Meer. Ein Haltepunkt liegt an der Bahnstrecke von Ferrara nach Codigoro.